# Marie Ward (Schauspielerin)
Brandi Marie Ward ist eine kanadische Schauspielerin und Synchronsprecherin.

## Leben
Ward debütierte Mitte der 1990er Jahre als Schauspielerin. Sie übernahm vor allem Episodenrollen in verschiedenen US-amerikanischen und kanadischen Fernsehserien wie Ein Mountie in Chicago, PSI Factor – Es geschieht jeden Tag, Monk, The Dresden Files, XIII – Die Verschwörung, Suits, Star Trek: Discovery oder Murdoch Mysteries. In Spielfilmen war sie überwiegend in einer Nebenrolle zu sehen wie 1998 in Blues Brothers 2000, 2003 in Honey oder 2019 in Scary Stories to Tell in the Dark. 2018 in Zombies und 2020 in der Fortsetzung Zombies 2 – Das Musical übernahm sie die Rolle der Missy. Dieselbe Rolle wird sie auch im dritten Teil erneut verkörpern.
Seit August 2002 ist sie CEO der 4-Ward Entertainment Inc. Als Synchronsprecherin übernahm sie unter anderen die englische Stimme der Junjun im Anime Sailor Moon.

## Filmografie
- 1994: Screen Two (Fernsehserie, Episode 10x03)
- 1994: Madonna – Verlorene Unschuld (Madonna: Innocence Lost) (Fernsehfilm)
- 1994: Inspektor Janek und der Broadwaymörder (Janek: The Silent Betrayal) (Fernsehfilm)
- 1995: Ein Mountie in Chicago (Due South) (Fernsehserie, Episode 1x17)
- 1995: Wenn der schwarze Mann Dich holt (When the Dark Man Calls) (Fernsehfilm)
- 1998: Fast Track (Fernsehserie, Episode 1x13)
- 1998: Blues Brothers 2000
- 1998: PSI Factor – Es geschieht jeden Tag (PSI Factor – Chronicles of the Paranormal) (Fernsehserie, Episode 2x19)
- 1999: To Love, Honor & Betray (Fernsehfilm)
- 2000: Code Name: Eternity – Gefahr aus dem All (Code Name: Eternity) (Fernsehserie, Episode 1x12)
- 2001: RoboCop: Prime Directives (Fernsehserie, Episode 1x02)
- 2001: Life with Judy Garland: Me and My Shadows (Mini-Serie, 2 Episoden)
- 2002: Nimm dich in Acht (You Belong to Me) (Fernsehfilm)
- 2002: Guilt by Association (Fernsehfilm)
- 2002: Monk (Fernsehserie, Episode 1x09)
- 2003: Amerikas Sohn – Die John F. Kennedy Jr. Story (America's Prince: The John F. Kennedy Jr. Story) (Fernsehfilm)
- 2003: Insects – Die Brut aus dem All (Threshold) (Fernsehfilm)
- 2003: Starhunter (Fernsehserie, Episode 2x02)
- 2003: Playmakers (Fernsehserie, Episode 1x07)
- 2003: Mutant X (Fernsehserie, Episode 3x06)
- 2003: Honey
- 2003: Missing – Verzweifelt gesucht (1-800-Missing) (Fernsehserie, Episode 1x14)
- 2005: Feuerhölle (Descent) (Fernsehfilm)
- 2006: ReGenesis (Fernsehserie, Episode 2x06)
- 2007: The Dresden Files (Fernsehserie, Episode 1x01)
- 2007: Savage Planet (Fernsehfilm)
- 2008: Teddy Bear (Fernsehfilm)
- 2008: The Border (Fernsehserie, Episode 2x04)
- 2009: Guns – Der Preis der Gewalt (Guns – Live by them, die by them) (Mini-Serie, 2 Episoden)
- 2010: The Dogfather
- 2010: Cassie – Eine verhexte Hochzeit (The Good Witch's Gift) (Fernsehfilm)
- 2010: The Dating Guy (Fernsehserie, Episode 2x11)
- 2010: Lost Girl (Fernsehserie, Episode 1x08)
- 2011: XIII – Die Verschwörung (XIII: The Series) (Fernsehserie, Episode 1x02)
- 2014: The Listener – Hellhörig (The Listener) (Fernsehserie, Episode 5x10)
- 2015: Suits (Fernsehserie, 2 Episoden)
- 2015: Damon’s Tiki Bar (Fernsehserie, Episode 1x02)
- 2015: Lost Girl (Fernsehserie, Episode 5x15)
- 2015: Reign (Fernsehserie, Episode 3x06)
- 2016: Flower Shop Mysteries (Mini-Serie, Episode 1x03)
- 2016: Slashe (Kurzfilm)
- 2017: Ransom (Fernsehserie, Episode 1x01)
- 2018: Star Trek: Discovery (Fernsehserie, Episode 1x12)
- 2018: Zombies
- 2018: Lay Them Straight (Kurzfilm)
- 2019: Slasher (Fernsehserie, 3 Episoden)
- 2019: Scary Stories to Tell in the Dark
- 2019: Murdoch Mysteries (Fernsehserie, Episode 13x02)
- 2020: The Marijuana Conspiracy
- 2020: Zombies 2 – Das Musical (Zombies 2)